# 카마르어
카마르어는 인도 중부의 부족들이 사툥하는 사용하는 인도아리아어군에 속한 언어들 중 하나로, 마디아프라데시주와 차티스가르주의 두 지역에서 사용된다.